# 빙 러셀
빙 러셀(Bing Russell, 1926년 5월 5일 ~ 2003년 4월 8일)은 미국의 텔레비전 배우, 영화배우, 각본가이다.

## 영화
- 딕 트레이시 (1990년)
- 탱고와 캐쉬 (1989년)
- 환상의 커플 (1987년)
- 엘비스(영어판) (1979년)
- 애플 덤플링 갱 (1975년)
- 사탄의 여학교 (1973년)
- 샌프란시스코 수사반 (1972년)
- 나우 유 씨 힘, 나우 유 돈 (1972년)
- 119 구조대 (1972년)
- 테니스 신발을 신은 컴퓨터 (1969년)
- 제12순찰대 (1968년)
- 아이언 사이드 (1967년)
- 빌리 더 키드 버서스 드라큐라 (1966년)
- 아이 포 아이 (1966년)
- 마담 X (1966년)
- 위스키 전쟁 (1965년)
- 샤이안 (1964년)
- 도망자 (1963년)
- 스트리퍼 (1963년)
- 황야의 7인 (1960년)
- 굿 데이 포 어 행잉 (1959년)
- 추격 (1959년)
- 보난자 (1959년)
- 건 힐의 결투 (1959년)
- 존 웨인의 기병대 (1959년) - 던커 역
- 리오 브라보 (1959년)
- 서부의 파라딘 (1957년)
- 콜트45 (1957년)
- 랜드 언노운 (1957년)
- 죽음의 사마귀 (1957년)
- 제시 제임스 스토리 (1957년)
- 딜론 보안관 (1955년)
- 컬트 오브 더 코브라 (1955년)
- 타란툴라 (1955년)
- 빅 리거 (1953년)